# Лом (город, Болгария)
Лом (болг. Лом) — город в Болгарии, порт в устье реки Лом (второй по значению болгарский порт на Дунае). Находится в Монтанской области, входит в общину Лом.

## История
В 1850-е годы поселение стало одним из центров национально-культурного возрождения в Болгарии. В 1856 году на основе домашней читальни местного учителя была создана народная читальня «Постоянство» с библиотекой, народной школой и театром (одна из первых в Болгарии). В феврале 1857 года учитель Крыстю Пишурка основал в городе первое в Болгарии женское общество, председателем которого стала Елена Циганельская (в апреле 1860 года на основе общества была создана первая в Болгарии женская школа).
В 1980-е годы грузооборот речного порта Лом составлял 400 тыс. тонн в год, крупнейшими предприятиями являлись завод электромотокаров и предприятия сахарной промышленности.

## Динамика численности населения
| Год  | Население |
| ---- | --------- |
| 1982 | 33 тыс.   |
| 1992 | 31 133    |
| 2000 | 28 653    |
| 2005 | 26 185    |
| 2010 | 24 300    |

## Политическая ситуация
Кмет (мэр) общины Лом — Цветан Цветанов по результатам выборов в правление общины.

## Знаменитые уроженцы
- Симеон Пиронков (1927—2000) — композитор.
- Шкодров, Владимир Георгиев — астроном.
- Райчев, Александр (1922—2003) — композитор, дирижёр и педагог.
- Афанасьев, Борис Мануилович — советский разведчик.